# Le Perray-en-Yvelines
Le Perray-en-Yvelines és un municipi francès, situat al departament d'Yvelines i a la regió d'Illa de França. L'any 2007 tenia 6.427 habitants.
Forma part del cantó de Rambouillet, del districte de Rambouillet i de la Comunitat d'aglomeració Rambouillet Territoires.

## Demografia

### Població
El 2007 la població de fet de Le Perray-en-Yvelines era de 6.427 persones. Hi havia 2.520 famílies, de les quals 624 eren unipersonals (249 homes vivint sols i 375 dones vivint soles), 749 parelles sense fills, 1.022 parelles amb fills i 125 famílies monoparentals amb fills.
La població ha evolucionat segons el següent gràfic:
Habitants censats

### Habitatges
El 2007 hi havia 2.699 habitatges, 2.554 eren l'habitatge principal de la família, 33 eren segones residències i 112 estaven desocupats. 1.945 eren cases i 688 eren apartaments. Dels 2.554 habitatges principals, 1.849 estaven ocupats pels seus propietaris, 664 estaven llogats i ocupats pels llogaters i 42 estaven cedits a títol gratuït; 222 tenien una cambra, 309 en tenien dues, 273 en tenien tres, 503 en tenien quatre i 1.248 en tenien cinc o més. 2.119 habitatges disposaven pel capbaix d'una plaça de pàrquing. A 1.190 habitatges hi havia un automòbil i a 1.121 n'hi havia dos o més.

### Piràmide de població
La piràmide de població per edats i sexe el 2009 era:
| Homes | Edats   | Dones |
| ----- | ------- | ----- |
| 4     | 95 o +  | 12    |
| 0     | 90 a 94 | 28    |
| 20    | 85 a 89 | 52    |
| 12    | 80 a 84 | 40    |
| 48    | 75 a 79 | 76    |
| 80    | 70 a 74 | 64    |
| 116   | 65 a 69 | 96    |
| 152   | 60 a 64 | 140   |
| 204   | 55 a 59 | 180   |
| 300   | 50 a 54 | 316   |
| 244   | 45 a 49 | 232   |
| 212   | 40 a 44 | 236   |
| 204   | 35 a 39 | 196   |
| 212   | 30 a 34 | 216   |
| 204   | 25 a 29 | 200   |
| 204   | 20 a 24 | 140   |
| 228   | 15 a 19 | 172   |
| 168   | 10 a 14 | 192   |
| 192   | 5 a 9   | 180   |
| 128   | 0 a 4   | 136   |

## Economia
El 2007 la població en edat de treballar era de 4.339 persones, 3.305 eren actives i 1.034 eren inactives. De les 3.305 persones actives 3.074 estaven ocupades (1.651 homes i 1.423 dones) i 232 estaven aturades (109 homes i 123 dones). De les 1.034 persones inactives 367 estaven jubilades, 395 estaven estudiant i 272 estaven classificades com a «altres inactius».

### Ingressos
El 2009 a Le Perray-en-Yvelines hi havia 2.595 unitats fiscals que integraven 6.669 persones, la mediana anual d'ingressos fiscals per persona era de 25.693 €.

### Activitats econòmiques
Dels 382 establiments que hi havia el 2007, 2 eren d'empreses extractives, 4 d'empreses alimentàries, 6 d'empreses de fabricació de material elèctric, 1 d'una empresa de fabricació d'elements pel transport, 16 d'empreses de fabricació d'altres productes industrials, 39 d'empreses de construcció, 86 d'empreses de comerç i reparació d'automòbils, 24 d'empreses de transport, 15 d'empreses d'hostatgeria i restauració, 22 d'empreses d'informació i comunicació, 21 d'empreses financeres, 32 d'empreses immobiliàries, 60 d'empreses de serveis, 31 d'entitats de l'administració pública i 23 d'empreses classificades com a «altres activitats de serveis».
Dels 84 establiments de servei als particulars que hi havia el 2009, 1 era una oficina de correu, 4 oficines bancàries, 8 tallers de reparació d'automòbils i de material agrícola, 1 autoescola, 9 paletes, 7 guixaires pintors, 5 fusteries, 7 lampisteries, 2 electricistes, 5 empreses de construcció, 8 perruqueries, 10 restaurants, 12 agències immobiliàries, 2 tintoreries i 3 salons de bellesa.
Dels 23 establiments comercials que hi havia el 2009, 1 era un hipermercat, 2 grans superfícies de material de bricolatge, 1 una gran superfície de material de bricolatge, 2 fleques, 1 una fleca, 1 una carnisseria, 2 llibreries, 1 una llibreria, 2 botigues d'equipament de la llar, 2 sabateries, 2 botigues d'electrodomèstics, 1 una botiga de mobles, 1 una botiga de material esportiu, 2 drogueries i 2 floristeries.
L'any 2000 a Le Perray-en-Yvelines hi havia 5 explotacions agrícoles.

## Equipaments sanitaris i escolars
Els 2 equipaments sanitaris que hi havia el 2009 eren farmàcies.
El 2009 hi havia 1 escola maternal i 2 escoles elementals.

## Poblacions més properes
El següent diagrama mostra les poblacions més properes.